# Thal
Thal és una gran estepa al Panjab al doab de Sind-Sagar entre la serra de la Sal fins al districte de Muzaffargarh, tenint a l'oest la vall de l'Indus i a l'est la del riu Jhelum. En alguns llocs té fins a 80 km d'amplada. La regió està poblada pels jats, khokhars i rajputs. Fou per un temps domini dels balutxis de Mankera.